# Citocromo b
Citocromo b é uma proteína encontrada na mitocôndria de células eucarióticas. Tem função na cadeia transportadora de elétrons e suas principais subunidades são o Coenzima Q-citocromo c redutase e o complexo do citocromo b6f.